# Туризм в Приморской Шаранте
Туризм в Приморской Шаранте — одна из важнейших составляющих экономики департамента. Являясь вторым по массовости туристическим направлением материковой Франции, после департамента Вар и перед департаментом Эро, Приморская Шаранта каждый год принимает свыше 3 миллионов посетителей, приносящих в регион примерно 1,254 миллиарда евро.
Одна только сфера туризма обеспечивает около 19 000 рабочих мест в высокий сезон и около 5900 мест круглогодично.

## Общие сведения
Туристическая активность в департаменте включает в себя следующие направления — курортный отдых, культурный туризм, экологический туризм, оздоровительный туризм и событийный туризм. Хотя большинство гостей родом из Франции, иностранные туристы также представляют немалую часть туристов, прибывающих в департамент.
Иностранные туристы прибывают главным образом из Великобритании, Нидерландов, Германии, Бельгии и Люксембурга, однако также заметно присутствие гостей из Восточной Европы, Скандинавии, Канады и США.

## Курортный отдых

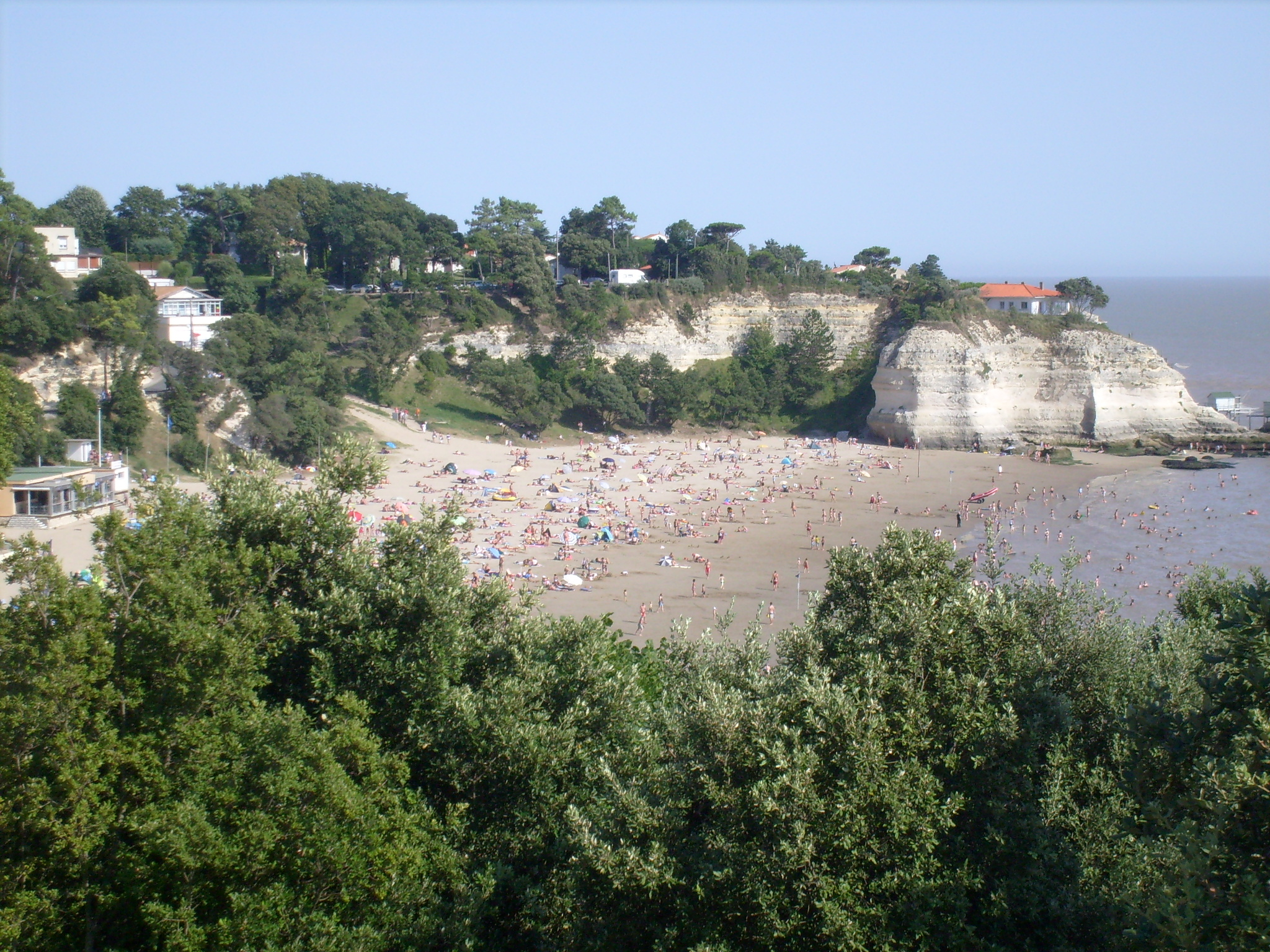
Пляж монашек в Мешер-сюр-Жиронд

Доля курортного отдыха занимает существенную часть всей туристической активности в департаменте. Такая ситуация объясняется наличием морского побережья (150 километров), на котором расположено примерно 110 пляжей, а также морским климатом и сравнимым со средиземноморским побережьем количеством солнечных часов в год — 2250 часов.
Некоторые курорты приобрели всемирную известность — (Руайян и Кот-де-Боте) — или, как минимум, общеевропейскую (Шатлайон-Плаж и Фура).
На шарантском побережье выделяется четыре большие бальнеологические области, которые широко известны и посещаемы благодаря уровню качества своих объектов.
Среди главных курортов Приморской Шаранты те, которые образуют Кот-де-Боте. С юга на север по правому берегу эстуария Жиронды расположились превосходные пляжи Мешер-сюр-Жиронд, Сен-Жорж-де-Дидон, Руайян, Понтайяк, Во-сюр-Мер, Сен-Пале-сюр-Мер, Ле-Мат.
Шарантские острова также пользуются популярностью у отдыхающих. Большими красивыми пляжами обладают остров Олерон с курортами Сен-Трожан и Ла-Бре-ле-Бен, остров Иль-де-Ре с курортами Ле-Буа-Плаж-ан-Ре, Ла-Куард-сюр-Мер и Ривду-Плаж.
На обоих берегах эстуария реки Сёдр можно заметить курорты, пользующиеся популярностью во время бальнеологического сезона на шарантском побережье: Ронс-ле-Бен в Ла-Трамблад и пляжи Марен.
И наконец, для семейного курортного отдыха очень высоко ценятся Пор-де-Барк, Фура, Шатлайон-Плаж и Ла-Рошель.

## Культурный и городской туризм

### Великое культурное наследие и градостроительство
В департаменте Приморская Шаранта имеется большое количество памятников культурного наследства, которые способствуют росту его туристической популярности, где бы они не находились, в городах, деревнях или даже на побережье.

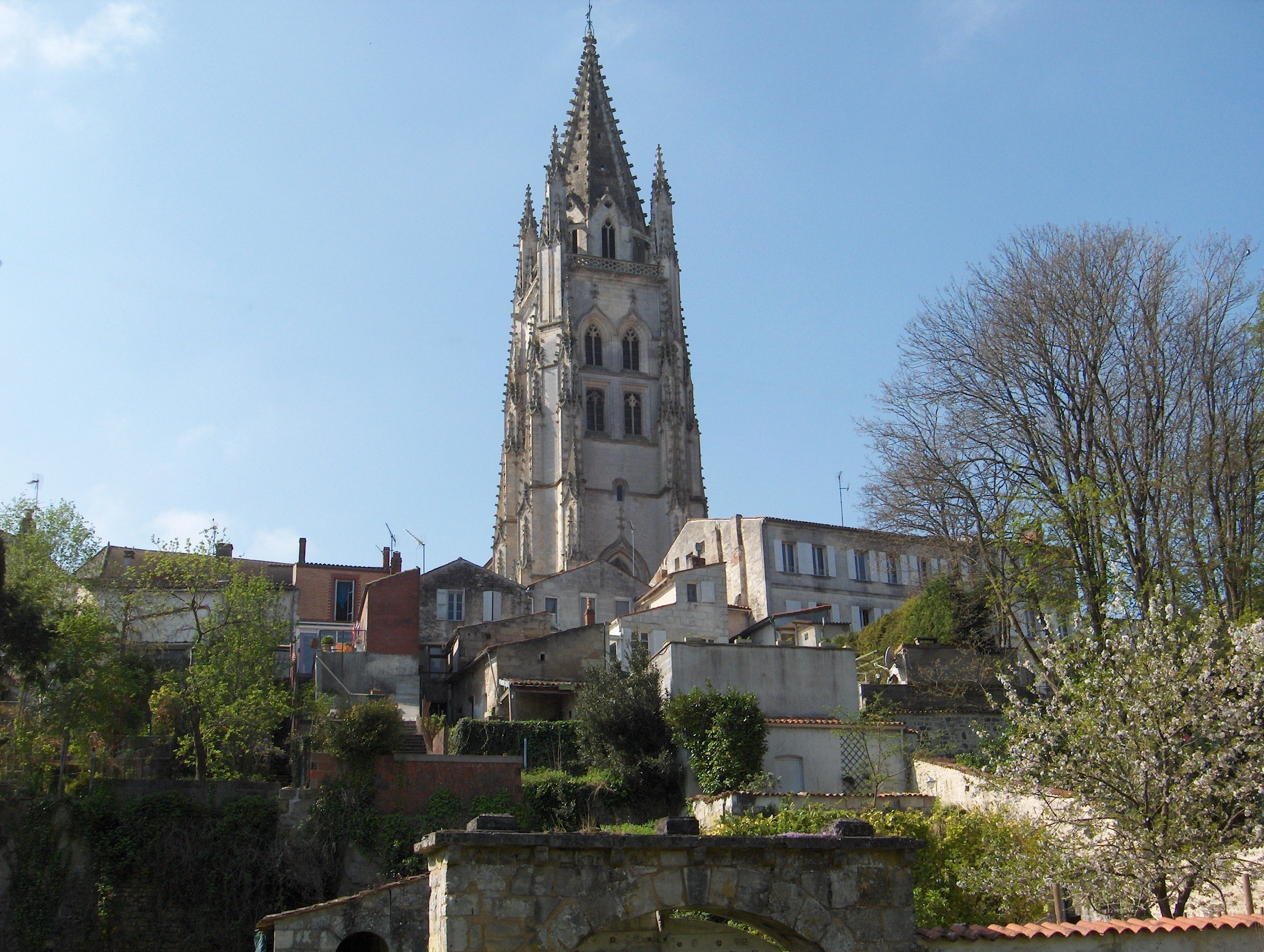
Базилика Святого Евтропия, включённая в список наследия ЮНЕСКО.

Памятники, занесённые в список ЮНЕСКО
Прежде всего, департамент Приморская Шаранта располагает пятью историческими памятниками, включёнными в престижный список Всемирного наследия ЮНЕСКО. Эти памятники находятся среди других 878 объектов мирового наследия и способствуют привлечению туристов в регион. Речь идёт о следующих памятниках:
- Церковь Святого Петра в Ольне
- Больница паломников в Понсе
- Базилика Святого Евтропия в Сенте
- Королевское аббатство в Сен-Жан-д’Анжели
- Цитатель в Сен-Мартен-де-Ре

Этот список дополняют свыше тысячи памятников, имеющих официальный статус Исторического памятника, среди которых очень много романских церквей и замков (шато).
Церкви и аббатства
Самые примечательные романские церкви расположены в радиусе примерно 20 километров вокруг города Пон, в числе которых чарующие романские церкви в сентонжском стиле в коммунах Рето, Риу, Корм-Руайяль, Периньяк, Шаденак, Эшбрюн, Бирон и Мариньяк.

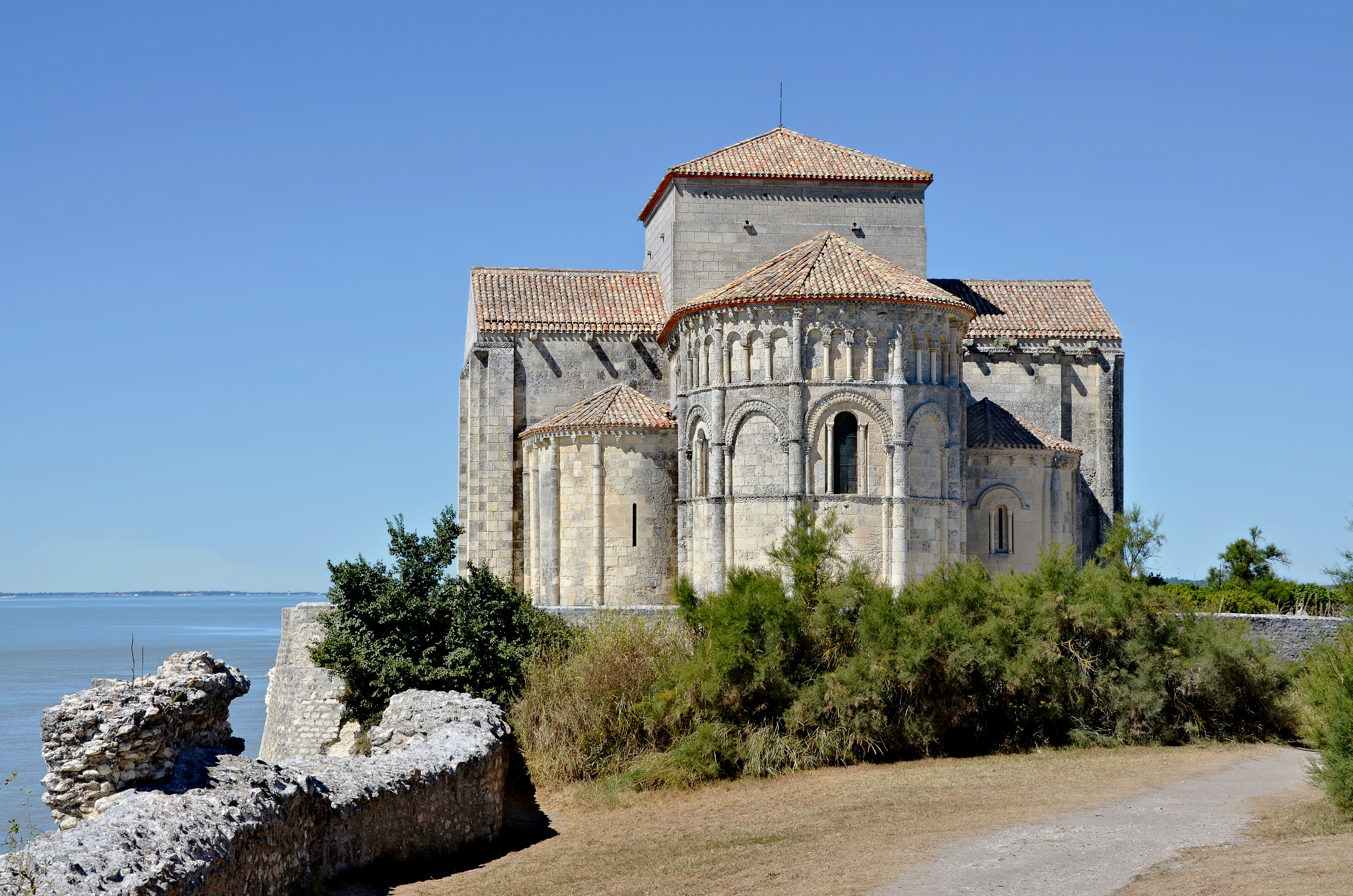
Романская церковь в Тальмон-сюр-Жиронд на берегу эстуария Жиронды.

Другие не менее примечательные церкви находятся неподалёку от коммуны Сюржер в прекрасных землях Они и Сентонж, среди которых Эшийе, Пон-л’Аббе-д’Арну, Мата, Фениу. Церкви Марен также привлекают внимание туристов.
Это перечисление было бы не полным без упоминания двух удивительных церквей, одна сооружена в редком для Приморской Шаранты стиле Ренессанс и находится в Лонзаке, а вторая расположена в удивительном месте, на берегу эстуария Жиронды в Тальмон-сюр-Жиронд.
Замки и усадьбы

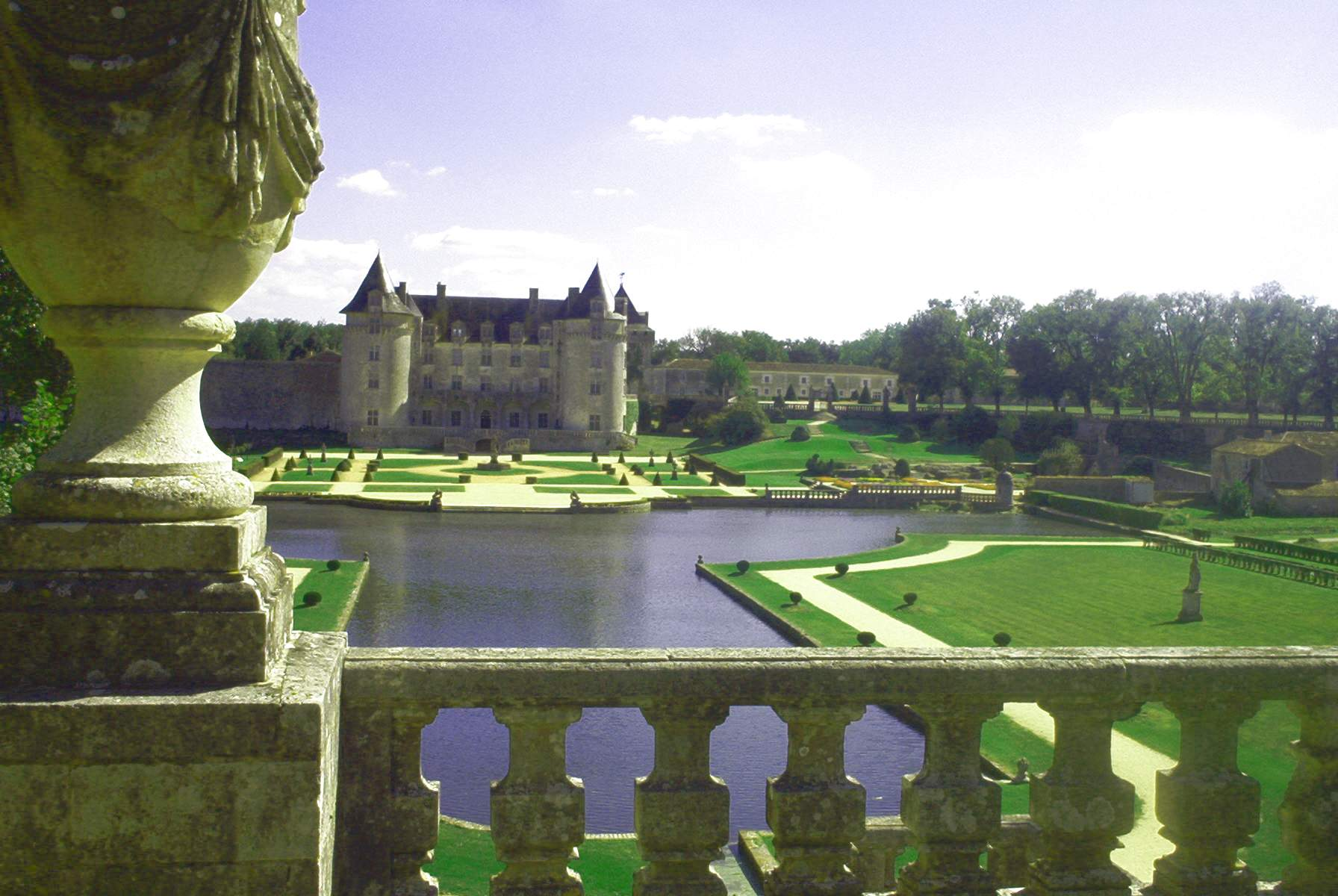
Замок Ла Рош-Курбон — один из самых великолепных памятников Приморской Шаранты.

В Приморской Шаранте нет таких красивых и роскошных замков, которыми изобилует Долина Луары, но тем не менее департамент не лишён достойных интереса сооружений.
В Приморской Шаранте можно найти замки всех исторических эпох, от средневековья до XIX века, из которых наиболее заметны замок Ла Рош-Курбон (возле коммуны Сен-Поршер), Кразан и Пор-д’Анво (в долине реки Шаранты) и Шато Дуэ (к северу от Сента) — все они образуют малую «Долину Луары» в Приморской Шаранте.
Интересные замки также можно найти возле побережья, к примеру, Шато де ла Гатодьер в коммуне Марен или Шато де Бюзай в коммуне Ла-Жарн неподалёку от Ла-Рошели. Множество монументов находится по всей территории региона в разных уголках сентонжской равнины, к примеру, Уссон возле Понса, Шато де Жонзак, Шато де Плассак в Верхнем Сентонже, а также Шато де Дампьер-сюр-Бутон и Нёвик-ле-Шато в Нижнем Сентонже.
Военные укрепления

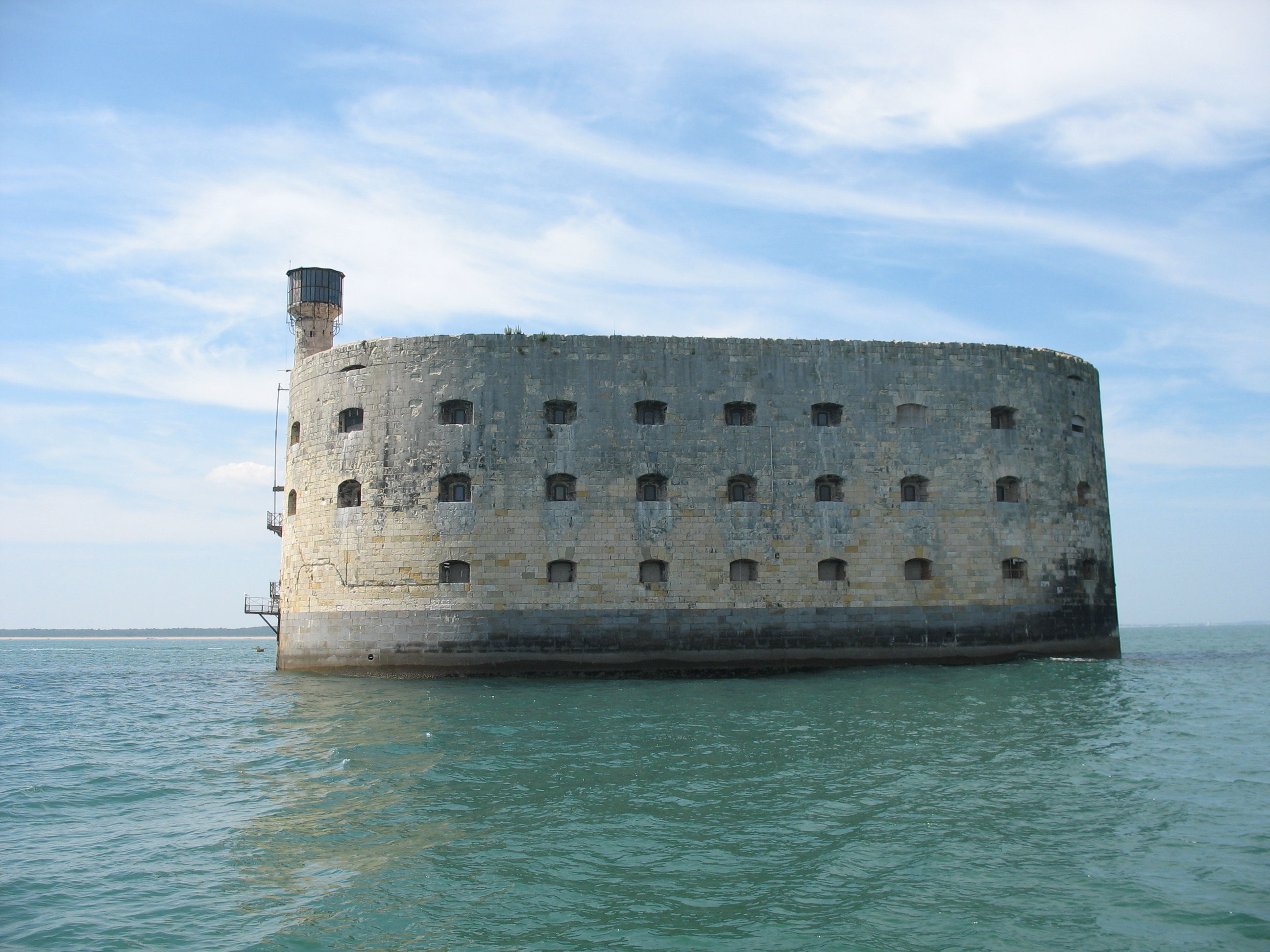
Форт Бойяр

В департаменте сохранилась целая сеть прибрежных укреплений, которые датируются XVII и XVIII веками, и даже XIX веком. Эти укрепления являлись элементами «пояса огня», созданного для защиты большого военного арсенала в Рошфоре.
Помимо знаменитого Форта Бойяр, ставшего одной из туристических эмблем Приморской Шаранты, в пояс также входят Форт Лувуа, Цитадель в Шато-д’Олерон, Форт Вобан в Фура, Форт Льедо на острове Иль-д’Экс и, конечно же, Цитадель в Сен-Мартен-де-Ре, входящую в список мирового наследия ЮНЕСКО.
Город-крепость Бруаж, родина основателя первых французских поселений в Канаде Самюэля де Шамплена, также входит в число достопримечательностей департамента: городок и окружающие болота внесены в официальный список великих городов Франции.
Самые красивые деревни Франции

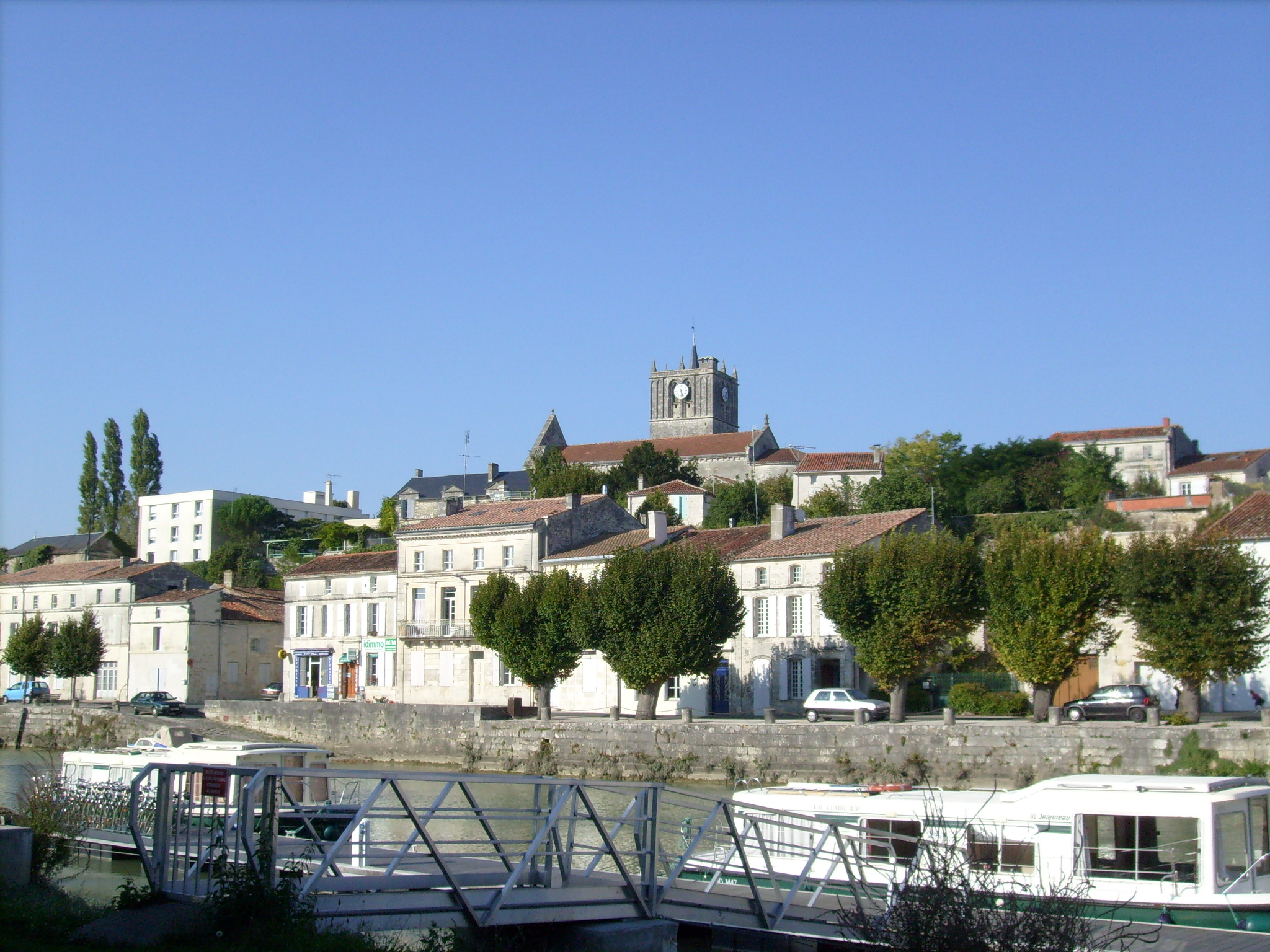
Сен-Савиньен, очаровательный городок на реке Шаранта.

В департаменте насчитывается четыре деревни, включённых в список Самые красивые деревни Франции:
- Арс-ан-Ре
- Ла-Флот
- Морнак-сюр-Сёдр
- Тальмон-сюр-Жиронд

Другие деревни и посёлки, не имеющие этого престижного сертификата, тем не менее тоже заслуживают внимания. Среди них необходимо упомянуть деревню Дампьер-сюр-Бутон, расположенную в сельской долине реки Бутон, живущую в одном ритме со своим замком эпохи Ренессанса, или деревню Сен-Сован в цветущей долине реки Шаранта, место рождения сентонжского сыра «Рокамадур», а также маленький городок Сен-Савиньен, расположенный в излучине реки Шаранты.
Города-музеи
Некоторые города департамента стали настоящими знаковыми местами, к примеру, Старая гавань Ла-Рошели или город Руайян, почти полностью разрушенный во времена Второй мировой войны и восстановленный по канонам современной архитектуры в 1950-х годах.
Благодаря своему значительному архитектурному наследию города Сент и Рошфор включены в официальный список городов искусств и истории.
И, наконец, несколько небольших городков привлекают к себе внимание благодаря хорошо сохранившемуся культурному наследию, к примеру Сен-Жан-д’Анжели, Марен, Сюржер, Понс или Жонзак.

### Музеи
Благодаря большому наплыву туристов и развитию индустрии развлечений, департамент Приморская Шаранта значительно превосходит другие департаменты региона Пуату-Шаранта в части количества и качества музеев.
В департаменте насчитывается большее число музеев, около 70, расположенных по большей части в городах, крупных и небольших. Наиболее посещаемы музеи, расположенные на побережье, однако у них есть единственный недостаток — они открыты только в течение «высокого сезона». Что же касается музеев, расположенных в сельской местности, землях Сентонжа и Они, коих насчитывается примерно 20, некоторые из них стали образовательными учреждениями.

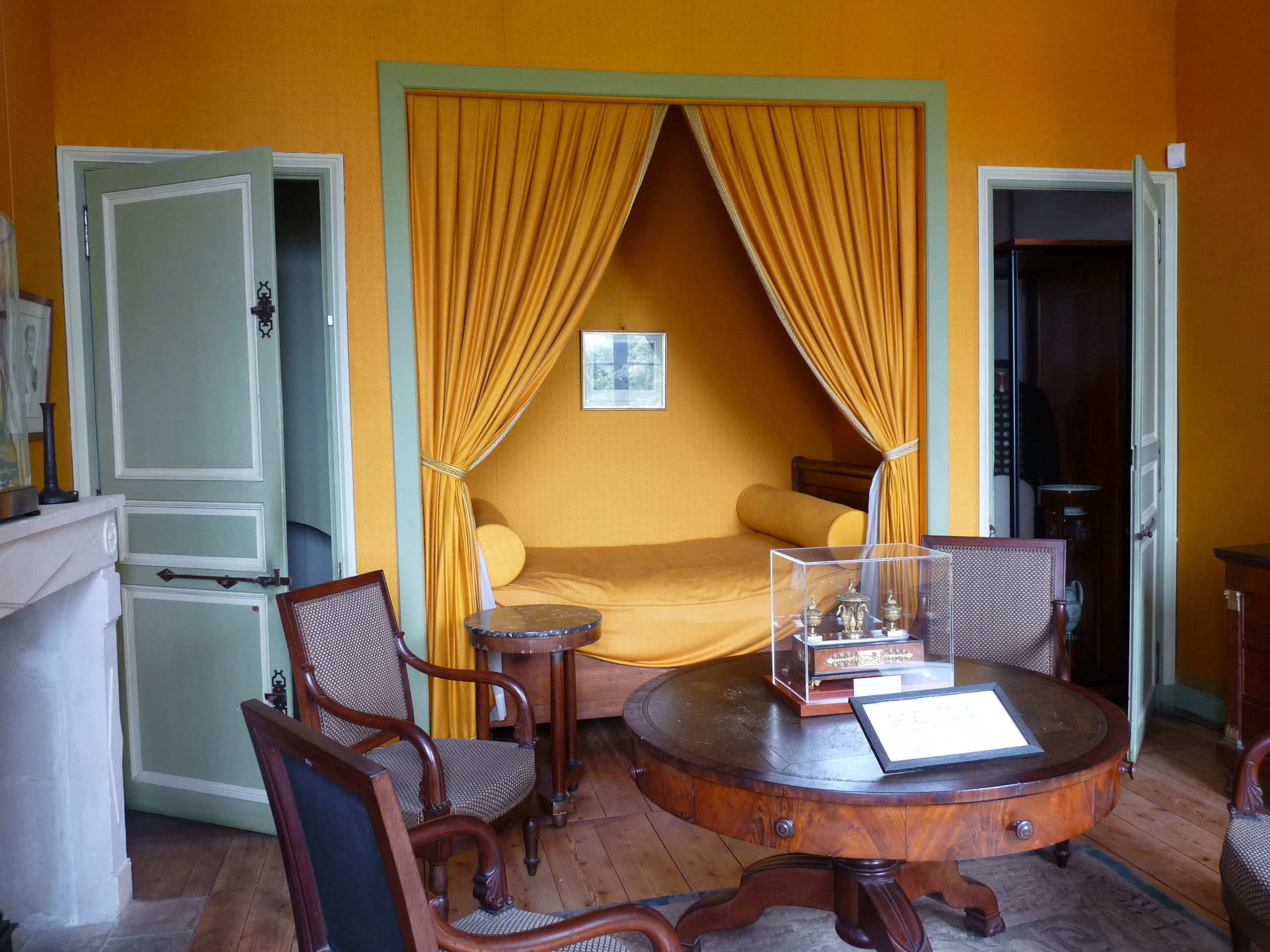
Спальня Наполеона в Музее Наполеона на острове Иль-д’Экс, единственном музее Приморской Шаранты, имеющем статус государственного.

Большая часть городских музеев имеет официальный знак Musée de France, благодаря чему они пользуются широкой известностью, один из них имеет статус Государственного музея, тем не менее музеи в деревнях департамента благодаря своим богатым коллекциям экспонатов, также достойны внимания. Некоторые из таких сельских музеев выполнены в стиле этнографических музеев или музеев под открытым небом, в то время как другие музеи — и таких большинство — настоящие достопримечательности деревенской жизни постепенно закрываются.
Многочисленные туристы и те, кто приехал отдохнуть на выходные, найдут в департаменте музеи и развлечения различного направления.
- Городские музеи

Самые выдающиеся музеи департамента Приморская Шаранта сосредоточены в трёх главных городах департамента — Ла-Рошель, Рошфор и Сент. Как правило, эти музеи имеют, прежде всего, обширные коллекции городского культурного наследия.
- Музеи в Ла-Рошель :
  - Аквариум в Ла-Рошель
  - Музей автоматов
  - Музей изящных искусств
  - Музей парфюмерных флаконов
  - Музей естествознания
  - Морской музей
  - Музей уменьшенных моделей
  - Музей «Новый Свет»
  - Музей Д’Орбиньи-Бернона
  - Музей протестантизма

- Музеи в Рошфоре :

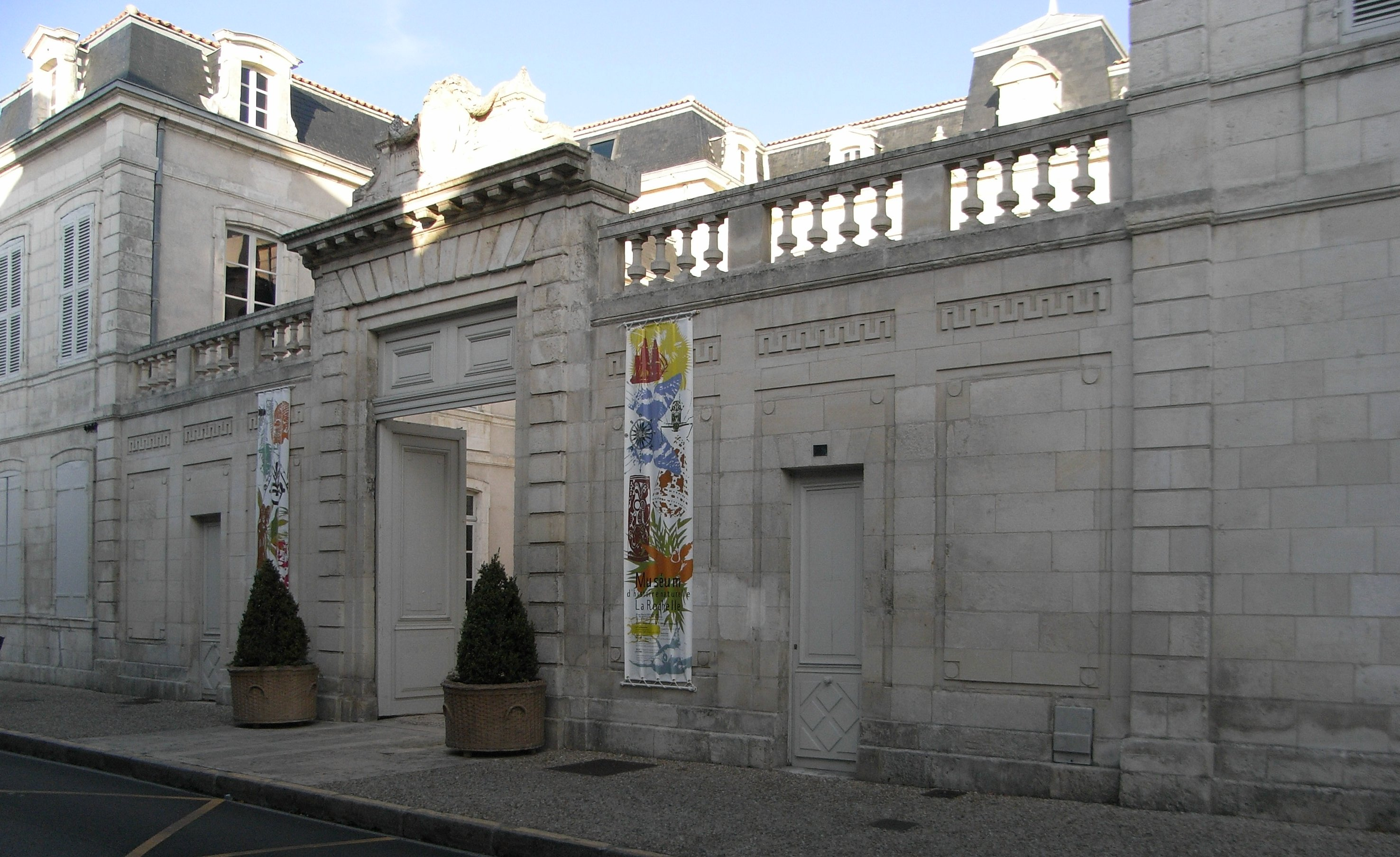
Музей естествознания в Ла-Рошель, один из выдающихся музеев Приморской Шаранты.

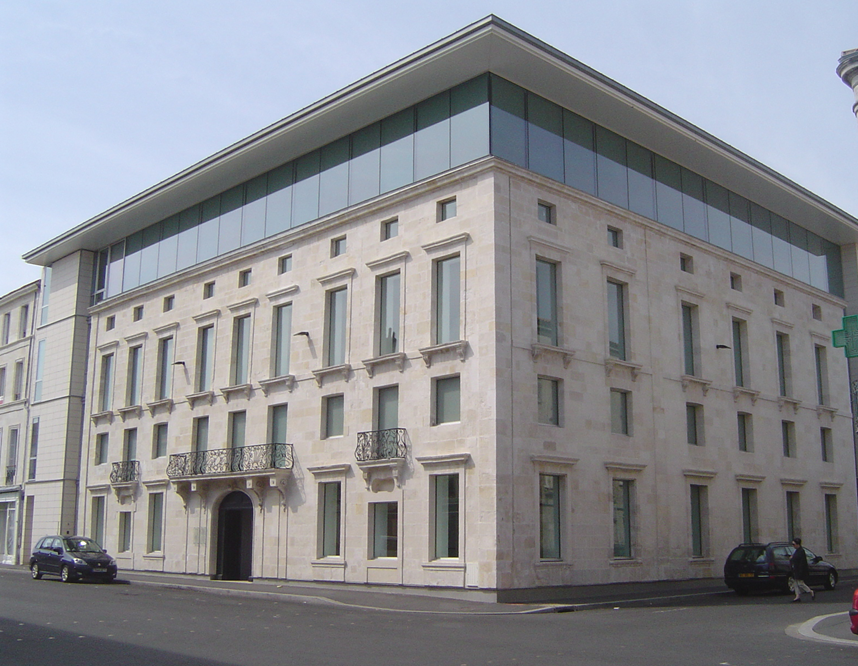
Музей Hèbre de Saint-Clément в Рошфоре, один из самых замечательных музеев города и всей Приморской Шаранты.

  - Музей Королевская канатная мануфактура и фрегат «Гермиона».
  - Национальный музей морского флота.
  - Музей Бывшая школа морской медицины.
  - Дом-музей Пьера Лоти.
  - Музей Hèbre de Saint-Clément.
  - Археологический Музей «Старый Приход».
  - Консерватория Бегонии
- Музеи в Сенте :
  - Археологический музей
  - Музей гражданского и уголовного суда
  - Музей эшевенов.

Музеи в небольших городках, конечно менее известны и менее посещаемы, чем музеи в трёх основных городах, однако они позволяют узнать оригинальную точку зрения на местную историю.

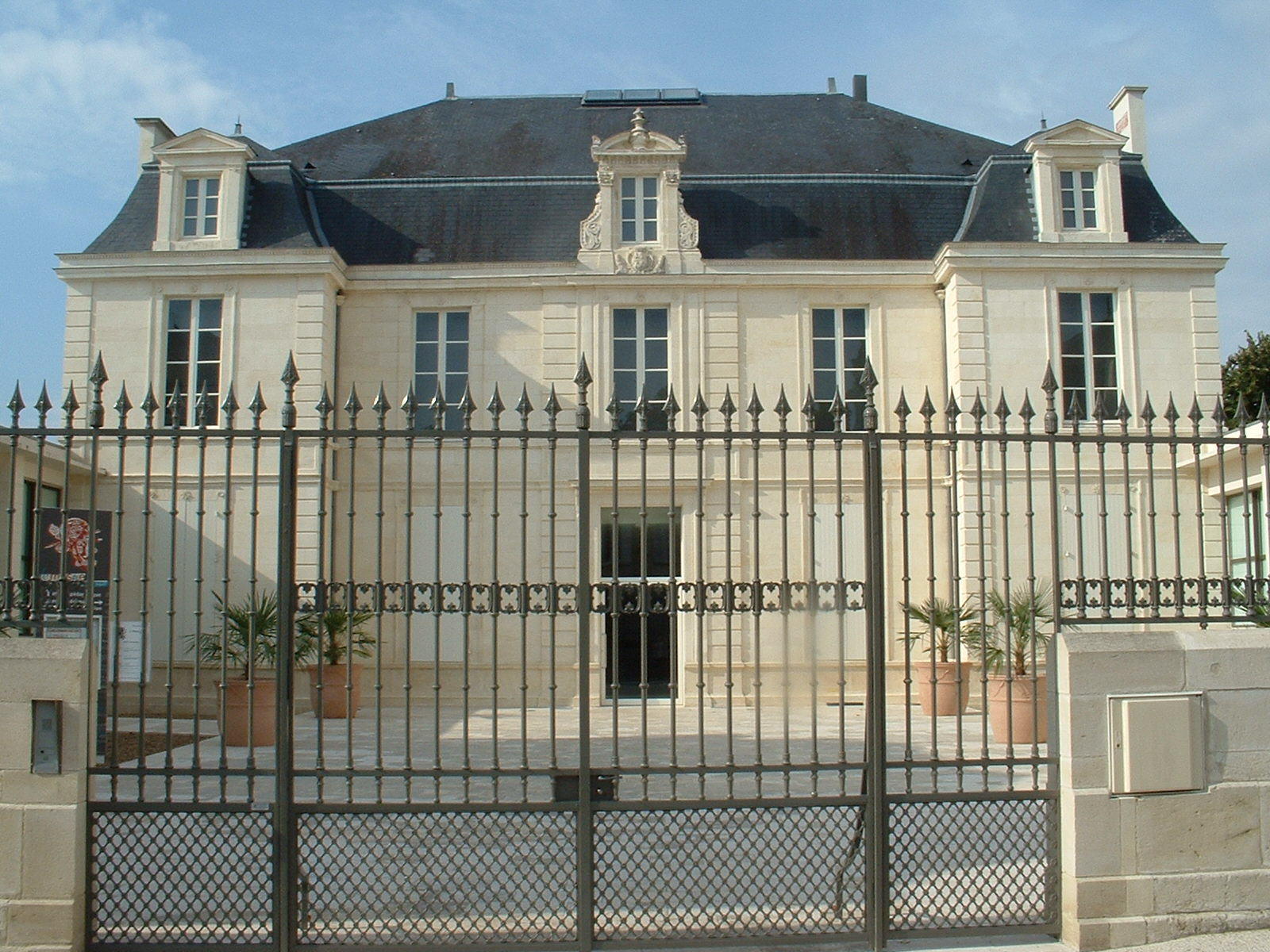
Музей Ордена францисканцев в Сен-Жан-д’Анжели.

 Некоторые из них обладают официальным статусом поскольку в них представлены редкие коллекции и обширные собрания экспонатов.
- - Музей Ордена францисканцев в Сен-Жан-д’Анжели.
  - Региональный музей в Фура.
  - Музей Каппон в Маране.
  - Городок Устрицы в Марене скорее является интерактивным музеем под открытым небом.
  - Археологический музей в Понсе представляет каменные сооружения городских укреплений в Понсе времён галло-римской эпохи.
  - Музей искусства и народных традиций в Монтандре.
- Музеи на островах

Среди музеев, расположенных на островах департамента, наибольший интерес представляют следующие:
- - Музей Эрнеста Коньяк в Сен-Мартен-де-Ре
  - Государственный музей Наполеона и Африканский музей, расположенные на острове Иль-д’Экс
  - Музей острова Олерон в Сен-Пьер-д’Олерон.
- Деревенские музеи

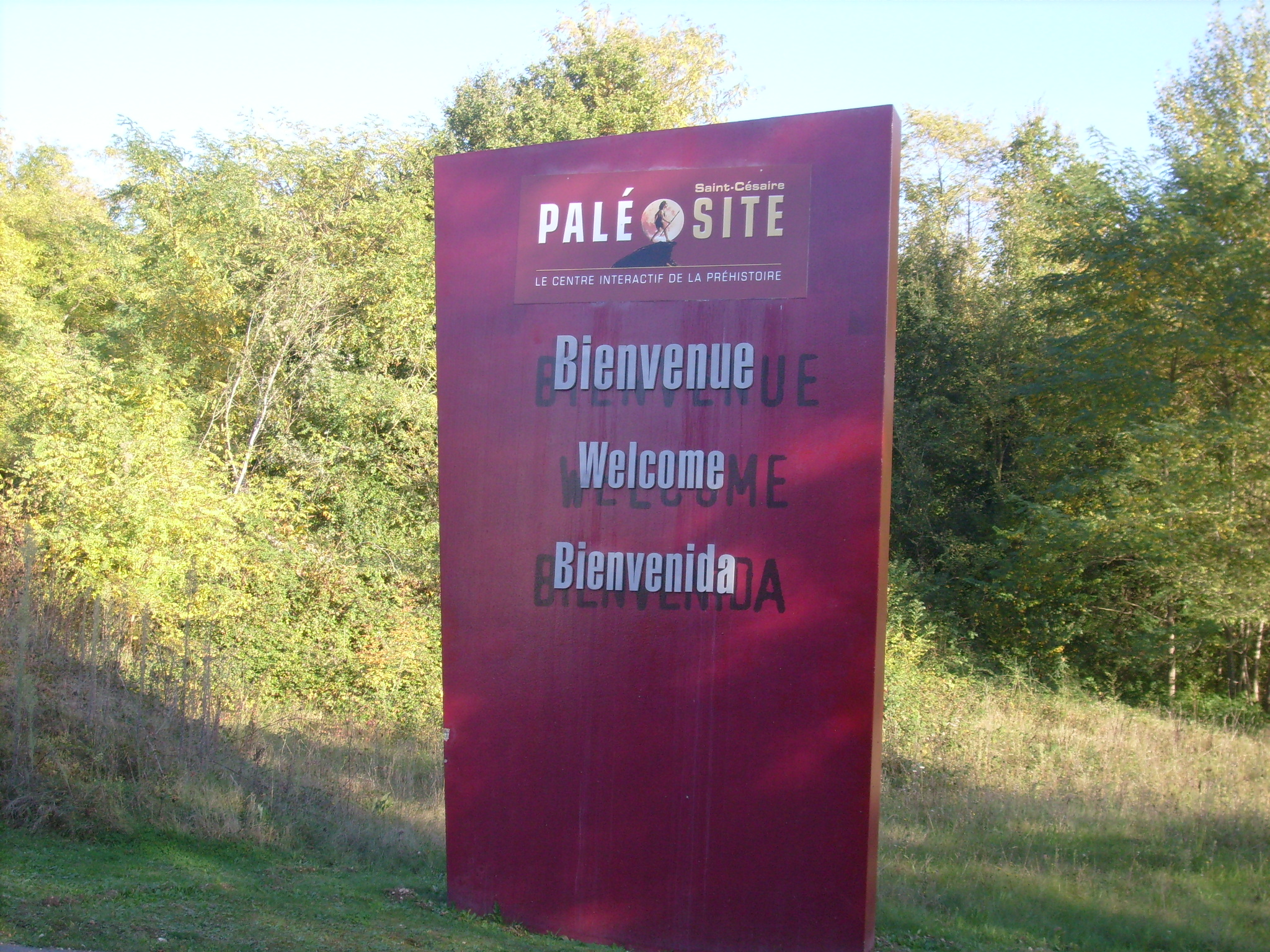
Палеосайт в Сен-Сезере, очевидный успех музеографии в сельской среде

В сельской местности департамента предпринимаются большие усилия для развития музеев, даже несмотря на то что эти музеи пользуются весьма небольшой популярностью, в отличие от музеев, расположенных в крупных городах.
Музеев, расположенных в сельской местности, насчитывается около 20. К сожалению эти музеи не имеют официального статуса, который позволил бы им поднять свою известность. Как правило, реклама этих музеев более скромная, по причине ограниченных финансовых возможностей. Тем не менее, около 10 из них заслуживают внесения в официальный реестр музеев, а некоторые являются центром притяжения туристов, имея значительную популярность:
- Место археологических раскопок Галлороманская стоянка возле Барзана.
- Реконструкция доисторического стойбища Палеосайт в Сен-Сезере.
- Музей народного промысла и виноделия Музей Бужольер в Сен-Сезере, существенно реконструированный в 2009 году.

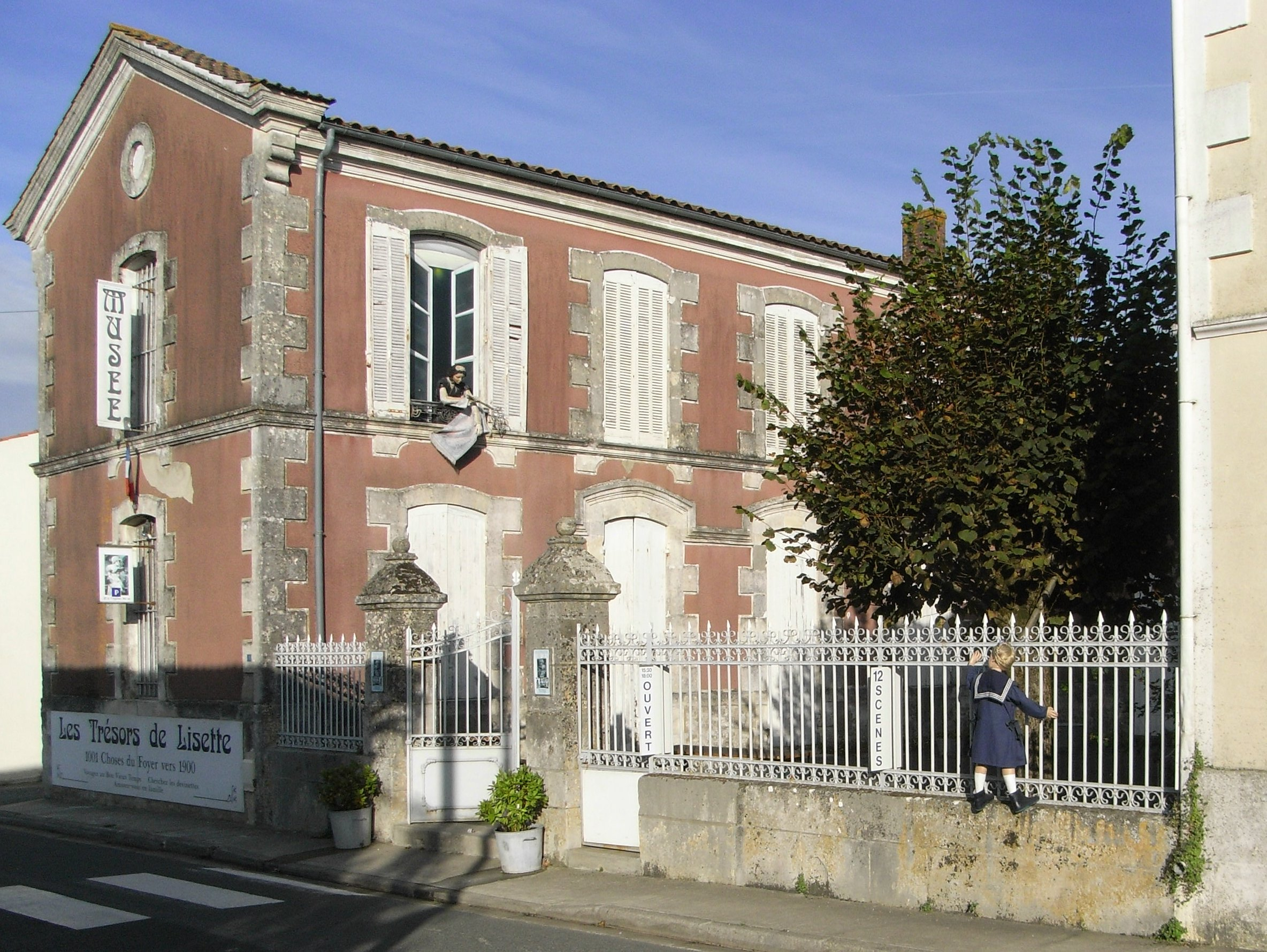
Музей «Сокровища Лизетты» в Аршинже устроен в бывшей деревенской школе. Один из самых интересных сельских музеев.

- Музей «Сокровища Лизетты» в Аршинже.
- Музей сентонжской керамики и гончарного искусства в Ла-Шапель-де-По. В этом музее представлена история появления сентонжской керамики.
- Музей кустарного промысла и сельской жизни в Клионе.
- Муниципальный музей древнейших профессий и народных традиций в Клераке.
- Музей «Государственная школа» в Вернье.
- Музей самогонных аппаратов – Музей под открытым небом на хуторе Пирелонж в Сен-Ромен-де-Бене.
- Музей коньяка под открытым небом в Мигроне.

## Экологический туризм

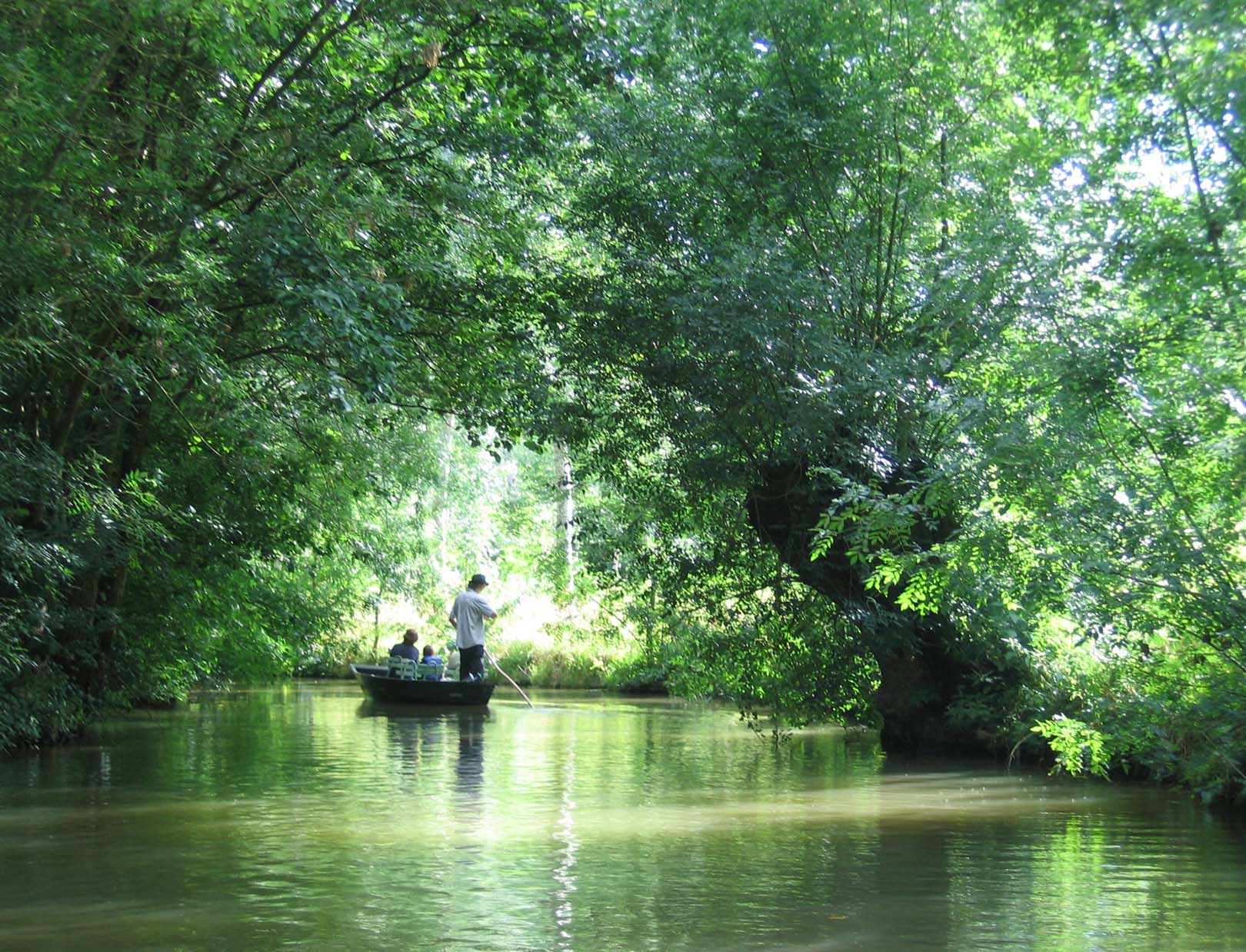
Болота Пуату-Шаранты

На территории департамента Приморская Шаранта располагается 26 % площади болота Пуату-Шаранты.
На территории департамента можно найти 15 «природных центров», устроенных для сохранения важных с экологической точки зрения уголков природы (природные заповедники, музеи под открытым небом, лесопарки). Можно упомянуть следующие природные центры:
- Болота Пуату-Шаранты,
- Природный центр Port-Vitrezay,
- Лесопарк эстуария возле Сен-Жорж-де-Дидон,
- Природный заповедник Lilleau des niges в Арс-ан-Ре,
- Музей под открытым небом, посвящённый солевым разработкам, возле Луа,
- Птицы на болоте возле Долю-д’Олерон,
- Порт соли возле Ле-Гран-Виллаж-Плаж,
- Природный заповедник Marais d’Yves,
- Маленькие хижины в Брёй-Манье,
- Природный заповедник возле Моэза,
- Каменоломни возле Кразана,
- Станция очистки воды возле Рошфора,
- Ослиная ферма возле Дампьер-сюр-Бутон,
- Домик у леса в Монльё-ла-Гард
- Птицеводческая ферма в Же[6].

На территории департамента расположено почти 102 000 гектаров лесов, среди которых национальное лесное хозяйство де ла Кубр на полуострове Арве и национальное лесное хозяйство Сен-Трожана на острове Олерон.
И, наконец, в департаменте Приморская Шаранта насчитывается 3467 километров велосипедных дорожек, 4307 километров тропинок для пеших прогулок и 3000 километров троп для прогулок верхом.

## Событийный туризм
В части событийного туризма в департаменте можно назвать многочисленные фестивали, проходящие в самых разных местах: фестиваль «Sites en scène» (260 000 посетителей в 2007 году), «Франкофоли де Ла-Рошель (150 200 посетителей), Grand Pavois de La Rochelle (104 500 посетителей), фестиваль Скрипка на песке в Руаяне» (100 000 посетителей), Международный кинофестиваль в Ла-Рошель (81 600 посетителей) и Международный фестиваль пиротехнического искусства в Сен-Пале-сюр-Мер (38 000 посетителей).
Местные мероприятия известны широкой публике значительно меньше, как правило они проходят регулярно по выходным и их программа публикуется в местной прессе: фестиваль «Медвежий угол» в Пон-л’Аббе-д’Арну, рок-фестиваль в Верване и гуляние «Les Fous Cavés» в Пор-д’Анво.

## Главные туристические места
- Аквариум в Ла-Рошель
- Зоопарк в Ле-Мат

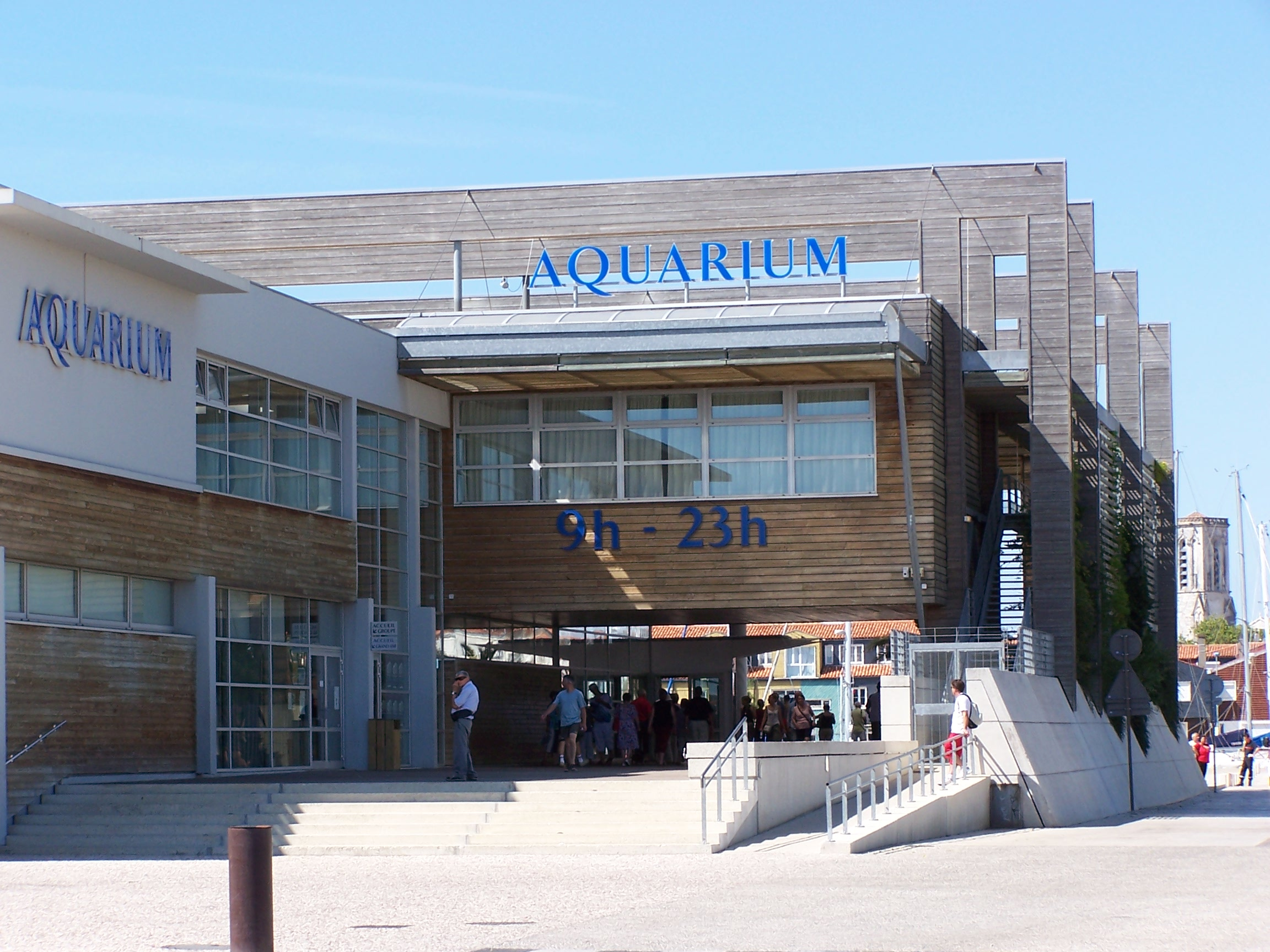
Аквариум в Ла-Рошель

- Реконструкция фрегата Гермиона в Рошфоре
- Замок загадок в Понсе
- Сады мира в Руайяне
- Заповедник эстуария Сен-Жорж-де-Дидон
- Дом природы на острове Олерон
- Палеосайт в Сен-Сезере
- Аквапарк Антильских островов в Жонзаке
- Форт Байяр
- Йер-Бруаж

## Главные памятники и монументы
1. Первобытная эпоха
- Дольмен в Ардийере.
- Дольмен в Монгионе.

2. Романская эпоха
- Арка Германика.
- Амфитеатр в Сенте
- Термы Сен-Салон в Сенте

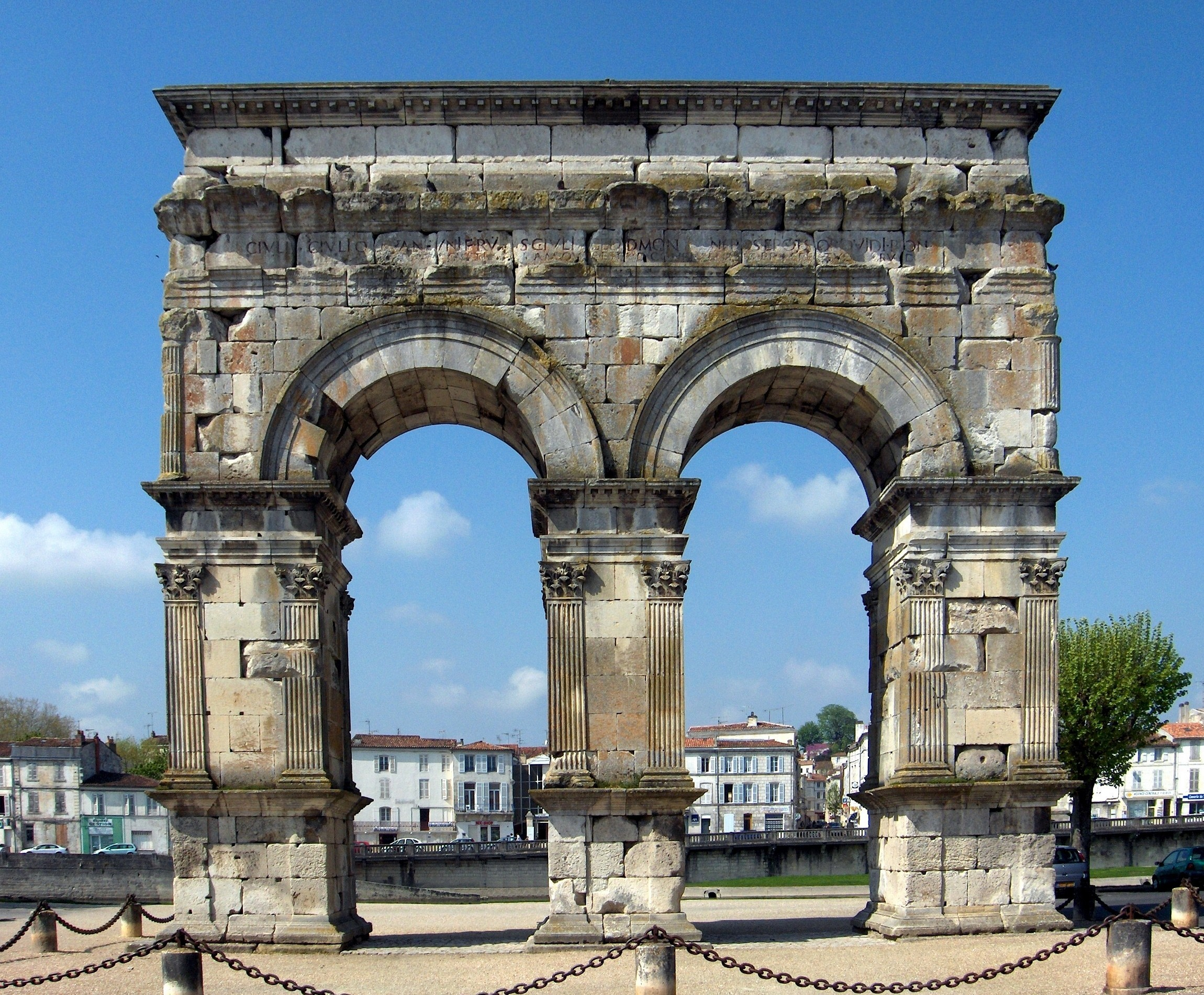
Арка Германика на берегах Шаранты, в городе Сент

- Башня Пирелонж в Сен-Ромен-де-Бене
- Галлороманская стоянка в Барзане

3. Романская и средневековая эпоха

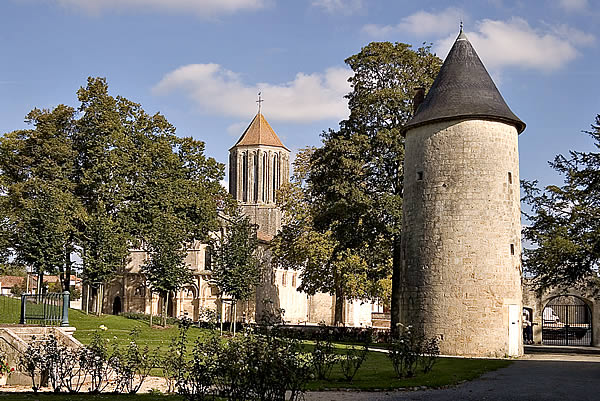
Сюржер, башня Елены и церковь Нотр-Дам

- Церковь Святой Радегунды в Тальмон-сюр-Жиронд
- Церковь Святого Петра в Ольне
- Базилика Святого Евтропия в Сенте
- Женский монастырь в Сенте
- Церковь Святого Петра в Пон-л’Аббе-д’Арну
- Церковь Нотр-Дам в Сюржере
- Больница паломников в Понсе
- Днжон в Понсе
- Башня Бруа в Сен-Сорнен
- Сад романской скульптуры в Лозе

4. Эпоха готики

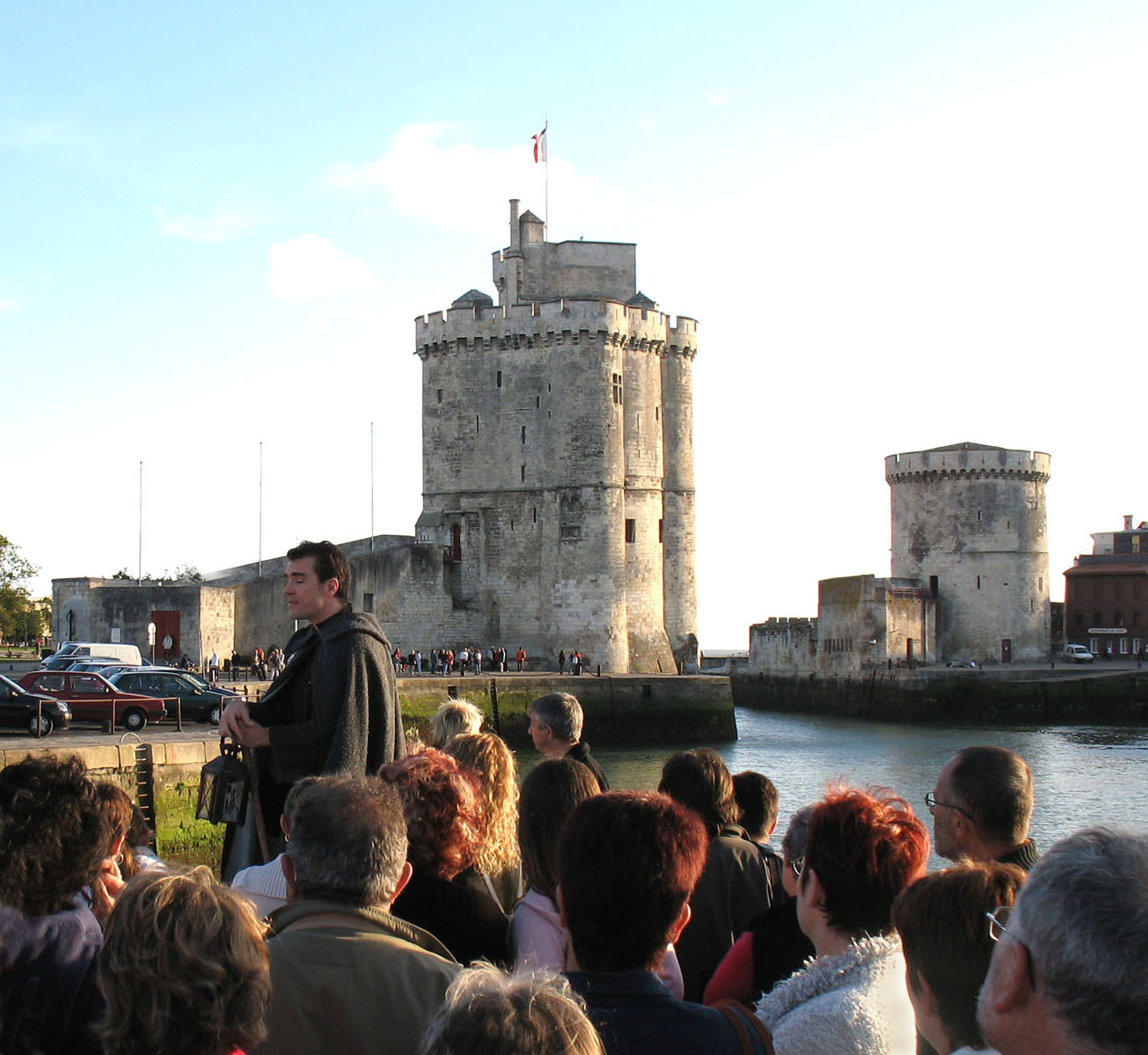
Ночной дозор в Ла-Рошель

- Башня Святого Николая, Цепная башня и Фонарная башня в Ла-Рошель
- Кафедральный собор в Сенте
- Цистерцианское аббатство
- Церковь настоятеля в Тризе
- Аббатство в Саблонсо
- Церковь Святого Петра в Марене
- Шато в Ньёль-ле-Сент
- Шато в Сен-Жан-д’Анжели
- Портик в Пон-л’Аббе-д’Арну

5. Эпоха Ренессанса

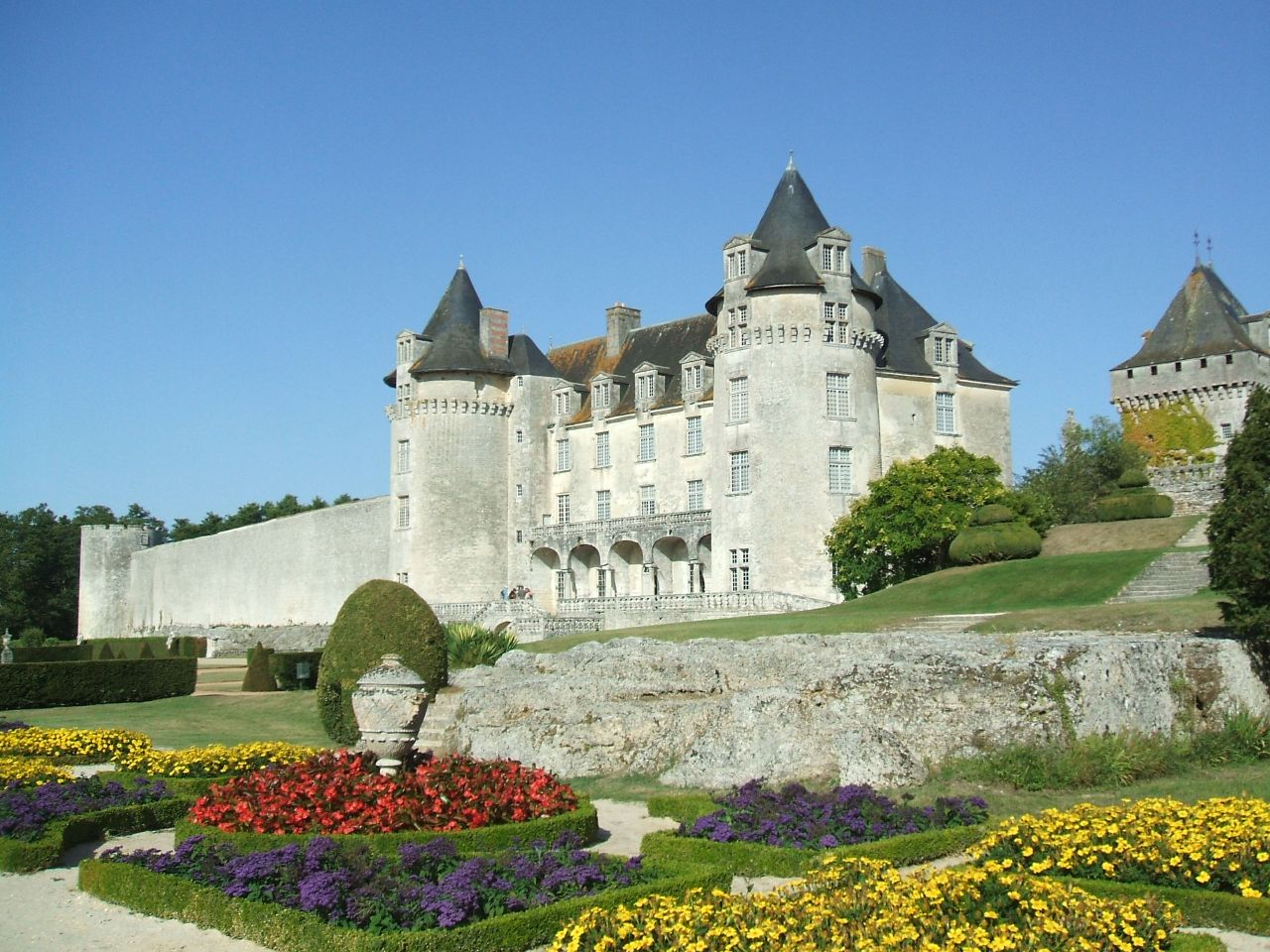
Шато де Ла Рош-Курбон

- Шато де Ла Рош-Курбон в Сен-Поршер
- Шато де Кразан
- Шато де Дампьер-сюр-Бутон
- Церковь эпохи ренессанса в Лонзаке
- Церковь эпохи ренессанса во Флеак-сюр-Сёнь

6. Эпоха классицизма
- Городские укрепления в Йер-Бруаж
- Отель-де-Шесс в Рошфоре
- Старинный флотский госпиталь в Рошфоре

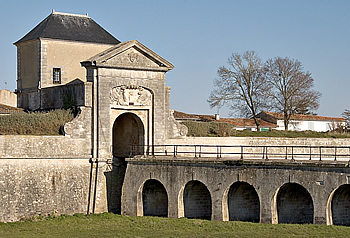
Сен-Мартен-де-Ре, портик Кампани

- Королевская канатная мануфактура в Рошфоре
- Кафедральный собор Святого Людовика в Ла-Рошель
- Шато де Бюзай в Ла-Жарне
- Шато дю Дуэ
- Шато де Панлой
- Шато де Плассак
- Морские укрепления: Форт Байяр, Форт Шапю, Форт Эне, Цитадель в Сен-Мартен-де-Ре, Цитадель в Шато-д’Олерон, Форт Люпин, Форт Льедо, Форт де ла Рад

7. Эпоха XIX и XX веков
- Подвесной мост в Тонне-Шарант
- Летающий паром в Рошфоре
- Мост д’Олерон, Мост Сёдр, Мост Иль-де-Ре и Мост через Шаранту.
- Дом Пьера Лоти в Рошфоре
- Церковь Нотр-Дам в Руайяне
- Протестантский храм в Руайяне
- Дворец Конгрессов в Руайяне
- Центральный рынок в Руайяне